# Emre Aksizoglu
Emre Aksizoglu (* 24. Februar 1988) ist ein deutscher Schauspieler.

## Leben
Emre Aksizoglu absolvierte seine professionelle Schauspielausbildung an der Folkwang Universität der Künste in Essen. Als Bühnendarsteller wirkte er danach in mehreren Theaterstücken mit, wie beispielsweise am Düsseldorfer Schauspielhaus. Seit der Spielzeit 2019/2020 ist er als festes Ensemblemitglied am Maxim Gorki Theater in Berlin engagiert. Seit 2012 wirkte er als Schauspieler vor der Kamera in mehreren Film- und Fernsehproduktionen mit.
Er lebt in Berlin.

## Filmografie
- 2012: Tatort: Ihr Kinderlein kommet (Fernsehreihe)
- 2014: Schmidt – Chaos auf Rezept (Fernsehserie, 1 Folge)
- 2017: Krügers Odyssee
- 2019: Stunden der Entscheidung – Angela Merkel und die Flüchtlinge (Dokumentarspielfilm)
- 2019: Schattenmoor
- 2022: Tatort: Das Verhör
- 2024: Blaue Wunder (Kurzfilm)
- 2024: Kanzlei Liebling Kreuzberg